# Брод на Купи
Брод на Купи (хрв. Brod na Kupi) је насељено место у Хрватској. Налази се у Приморско-горанској жупанији.

## Географија
Брод на Купи се налази у Горском котару, на подручју града Делнице. Брод на Купи је мало село које се налази у долини горњег тока реке Купе, на самој граници са Републиком Словенијом, а налази се и гранични прелаз који је део државног пута Д203.

## Становништво
Брод на Купи има 207 становника, према попису из 2011. године. године. Припада пошти 51301 Брод на Купи.

## Историја
На месту где се на путу од Хрватске до Крањске прелазило чамцем („скелом“), већ се у 15. веку јавља  насеље отвореног типа, једноставне ортогоналне планиметрије. У средишту насеља саградили су Зрински свој двор, троспратницу квадратног облика, а око ње (данас порушена) спољна утврђења. Дворац Зринских у Броду на Купи датира из 1651. године. године. Подигао га је кнез Петар IV Зрински, вероватно на месту старијег дворца породице Зрински после 1577. године. године или још старији франкопански дворац из 15. века или раније. Дворац представља тип грађевине који комбинује фортификациону функцију са стамбеном, а припада типу тврђава-палата. Парохијска црква Св. Марије Магдалене, коју је 1670. године саградио је у барокном стилу хрватски племић Петар IV Зрински. Обновљен је у 18. веку. века, а паљењем и делимичним рушењем у Другом светском рату изгубила је статус барокног споменика. Црква је једнобродна са полигоналним презбитеријем и звоником на прочељу.

## Образовање
- Основна школа Франа Крсте Франкопана

## Туризам
Мало је подручја у Хрватској која нуде толико могућности за риболов и туризам. Посетиоцима Брода на Купи су доступне информације о режиму риболова на сваком од речних токова на подручју: Купе, Купице и Цурка. У рекама се могу ловити следеће врсте риба: обична и поточна пастрмка, липљен, клен, мрена и друге. Река Купа је одличан терен за разне спортске активности, од којих се по својој атрактивности издвајају кајак, кану и сплаварење.

## Спорт
Од 2005. године одржава се трка за ђаке и студенте Крос Новог листа долином Купе, као и међународни пливачки митинг уз Купом узводно - у реци су постављене пливачке стазе, а главна дисциплина је 25 метара узводно слободним стилом.

## Удружења
- Удруга Купа
- ШРУ Горан
- Ловачко друштво Дивокоза

## Галерија
- Дворац Зрински у Броду на Купи
- Купа код Брода на Купи
- Купица код насеља Брод на Купи
- Ушће Купице у Купу код Брода на Купи
- Грб насеља Брод на Купи